# امپراتور (فیلم ۲۰۲۰)
امپراتور (به انگلیسی: Emperor) فیلمی است در ژانر اکشن و تاریخی محصول ۲۰۲۰ آمریکا. فیلم را مارک امین کارگردانی کرده و فیلم‌نامهٔ آن را هم به همراهی پت چارلز نگاشته‌است. هنرپیشگانی مانند جیمز کرامول، کت گراهام، دایو اوکینی و بروس درن در این فیلم به ایفای نقش پرداخته‌اند. این فیلم برپایهٔ داستان زندگی شیلدز گرین بردهٔ سابق و از همرزمان شورش جان براون ساخته شده‌است.

## داستان
شیلدز گرین (با بازی دایو اوکینی) یک برده‌است که به همراه همسر و پسرش به عنوان سازمانده مزرعهٔ اربابش کار می‌کند. ارباب در قمار مزرعه را می‌بازد و ارباب جدید شیلدز را از مقامش کنار گذاشته و یک سازمانده سفیدپوست به نام هنک را به جایش می‌نشاند. هنک بنای بدرفتاری را با شیلدز می‌گذارد. سرانجام پس از اینکه هنک پسر شیلدز را شلاق می‌زند صبر او تمام شده و با هنک درگیر می‌شود و در این اثنی هنک و دو سفیدپوست دیگر هم کشته می‌شوند. شیلدز و همسرش می‌گریزند ولی در حین فرار زنش تیر خورده و کشته می‌شود. سرانجام پس از ماجراهای بسیار شیلدز به مریلند می‌رسد و به نیروهای ضدبرده‌داری جان براون می‌پیوندد و در کنار او در حمله به زرادخانهٔ هارپرزفری مشارکت می‌کند. پس از شکست براون از مهلکه می‌گریزد و به کلیسایی پناه می‌برد وپس از محاصرهٔ کلیسا با پرش از رودخانه نجات پیدا می‌کند. سرانجام یکی از دوستانش پسر شیلدز را از ارباب خریداری می‌کند و پسر را به پدر می‌رساند.